# Highway Products
Highway Products is opgericht door J. T. Myers in 1960
Het bedrijf Highway Products nam de werkzaamheden van de in 1950 gestopte Twin Coach over. Het maakte vooral bussen die speciaal geschikt waren als mobiel postkantoor of mobiele supermarkt. Alle voertuigen die het bedrijf maakte werden onder de naam Twin Coach verkocht. 
Toen het bedrijf in 1975 stopte had het ongeveer 900 voertuigen geproduceerd. 